# 10. Nemzetközi Matematikai Diákolimpia
A 10. Nemzetközi Matematikai Diákolimpiát (1968) a Szovjetunióban, Moszkvában rendezték. Tizenkét ország kilencvenhat versenyzője vett részt rajta.  Magyarország három arany-, három ezüst- és két bronzérmet szerzett, összpontszámával pedig 3. lett az országok között. 
(Az elérhető maximális pontszám: 8×40=320 pont volt)

## Országok eredményei pont szerint
|     | Ország        | Pont | Arany | Ezüst | Bronz |
| --- | ------------- | ---- | ----- | ----- | ----- |
| 1.  | NDK           | 304  | 5     | 3     | 0     |
| 2.  | Szovjetunió   | 298  | 5     | 1     | 2     |
| 3.  | Magyarország  | 291  | 3     | 3     | 2     |
| 4.  | Anglia        | 263  | 3     | 2     | 2     |
| 5.  | Lengyelország | 262  | 2     | 3     | 2     |
| 6.  | Svédország    | 256  | 1     | 2     | 5     |
| 7.  | Csehszlovákia | 248  | 2     | 4     | 0     |
| 8.  | Románia       | 208  | 1     | 1     | 2     |
| 9.  | Bulgária      | 204  | 0     | 3     | 1     |
| 10. | Jugoszlávia   | 177  | 0     | 0     | 3     |
| 11. | Olaszország   | 132  | 0     | 0     | 1     |
| 12. | Mongólia      | 74   | 0     | 0     | 0     |

## A magyar csapat
A magyar csapat tagjai voltak:
| Név                | Évfolyam | Iskola                           | Város    | Díj   |
| ------------------ | -------- | -------------------------------- | -------- | ----- |
| Babai László       | IV. o.   | Fazekas Mihály Gyakorlógimnázium | Budapest | Arany |
| Csirmaz László     | III. o.  | I. István Gimnázium              | Budapest | Arany |
| Pintz János        | III. o.  | Fazekas Mihály Gyakorlógimnázium | Budapest | Arany |
| Kóczy László       | II. o.   | Fazekas Mihály Gyakorlógimnázium | Budapest | Ezüst |
| Lempert László     | II. o.   | Radnóti Miklós Gimnázium         | Budapest | Ezüst |
| Szűcs András       | IV. o.   | Fazekas Mihály Gyakorlógimnázium | Budapest | Ezüst |
| Mérő László        | IV. o.   | Berzsenyi Dániel Gimnázium       | Budapest | Bronz |
| Michaletzky György | III. o.  | Piarista Gimnázium               | Budapest | Bronz |

A csapat vezetője Hódi Endre volt.